# Monte Pelmo
A Monte Pelmo (ladin nyelven: Pélf) egy 3168 m magas hegy a Dolomitok délkeleti részén, a Zoldói-Dolomitokban (Dolomiti di Zoldo), Belluno megyében, Veneto régióban. A Dolomitok egyik legmagasabb csúcsa. A Pelmo-csoport és a Monte Rite a Zoldo-völgy (Val di Zoldo) és a Boite-völgy (Valle del Boite) közötti területen emelkednek.

## Fekvése
A Pelmo csoportja a Dolomitok délkeleti részén helyezkedik el, a Pelmo–Mondeval natúrpark veszi körül. A környezete fölé magasodó, magányos sziklatorony különleges formájú. Északi főcsúcsa maga a 3168 m magas Monte Pelmo, déli mellékcsúcsa a 2990 m magas Pelmetto, a kettőt a törmelékkel részben feltöltött, meredek falú hasadék, a Fissura vágja el egymástól.
A Pelmo-csoport északnyugati szomszédja az Ampezzói-Dolomitokhoz tartozó 2602 m magas Becco di Mezzodì hegy, amely mögött a Giau-hágó (Passo di Giau) fekszik. A hágó útja (SR638) észak felé Cortina d’Ampezzóba vezet.
A Pelmótól északkeletre az Ampezzói-völgy folytatása, a Boite-völgy (Val del Boite) halad, ebben vezet az SS51 főútvonal, a Boite folyó partján. Itt a Pelmóhoz legközelebbi helységek San Vito di Cadore és Borca di Cadore. A Boite-völgy túloldalán, keleten a Dolomitok második legmagasabb csúcsa, a 3263 m magas, piramis formájú Antelao emelkedik. A két csúcs közrefogja az SS51 főutat, a Délkeleti-Dolomitok látványos bejáratát képezve.
A Pelmo hegycsoportjától délre a Cadore-vidékhez tartozó Zoldo-völgy és a Cibiana-hágó Passo di Cibiana határolja, itt halad az SR347 sz. főút, ettől tovább délkeletre a Bosconero-hegycsoport, délre a Schiara-hegycsoport fekszik.
Nyugat felé a Pelmót a Staulanza-hágó (Forcella di Staulanza) választja el a 3218 m magas Civettától és a 2396 m-es Monte Coldai-tól. A Staulanza-hágó északnyugat felé a Fiorentina-völgyben folytatódik (SR251. sz. út), ez Colle Santa Luciánál becsatlakozik a Giau-hágóra vezető SR638. sz. útba.
A Pelmo lábánál több alpesi menedékház található. Keleten, 1947 m magasan a Rifugio Venezia (Rif. Venezia–Alba Maria De Luca), északnyugaton, 1918 méteren a Rifugio Città di Fiume, végül nyugaton, 1918 méter magasságban a Rifugio Passo Staulanza.

## Első megmászása
Magassága és veszélyessége ellenére a Pelmót a Dolomitok fő csúcsai közül viszonylag hamar meghódították. 1857. szeptember 19-én juott fel a csúcsra elsőként egy John Ball nevű ír politikus és alpinista (1818–1889), aki egy helybéli zergevadászt fogadott vezetőjéül. A Boite-völgyből indultak el. Egy függőleges sziklafal oldalában egy hosszú és keskeny peremhez érkeztek, a kísérő innen nem mert továbbmenni. Ball egyedül kelt át a sziklaperemen, feljutott a csúcs alatti széles, jeges kárvölgybe (Hochkar). Az itt fekvő gleccseren átkelve eljutott a csúcs tövébe.
Két hónappal később, 1857 decemberében Ball Londonban megalapította az Alpine Club-öt, a legrégebbi, ma is működő brit alpinista egyesületet, melynek első elnöke lett (1860-ig). A veszélyes sziklameredélyt később Ball-falnak nevezték el, a falon vezető keskeny sziklaösvényt mostanra biztosított, vasalt mászóúttá alakítottak.
A Pelmo északi falát csak 70 évvel később, 1927-ben mászta meg Roland Rossi et Félix Simon.

## Alpinizmus
A Monte pelmo a Dolomitok egyik leghatalmasabb hegycsúcsa. A magányosan álló sziklahegy irdatlan méretű, zárt sziklatömb hatását kelti, bármelyik oldalról tekintünk rá. Csúcsára nem vezet könnyű út. A tapasztalt alpinisták kevés számú, meredek és veszélyes mászóút közül választhatnak. A legkönnyebb és legismertebb, II. nehézségi fokú útvonal, a délkeleti hegyfalon vezet, az első megmászóról, John Ballról elnevezett sziklaperemen át a csúcs alá. Hosszú és megerőltető, de igen látványos hegymászó túrát jelent. Legnehezebb szakasza az említett Ball-falperem, itt feltétlen követelmény a jó erőnlét, mászótudás és biztos mozgáskoordináció. A Pelmo sikeres megmászására csak stabil időjárás és hómentes viszonyok mellett szabad vállalkozni.
Egy hasonló nehézségi fokozatú, szintén látványos másik útvonal a Pelmo főcsúcsát és a déli, kisebb Pelmettót elválasztó, törmelékkel telt Fissura szakadékon és a Grohmann-sziklaösvényen át vezet a már leírt „cirkuszvölgybe” (Hochkar) a csúcs alá.
Bakancsos turisták mintegy 6-7 órás körtúrával megkerülhetik a Monte Pelmót. Keletről, a Staulanza-hágóból (1773 m) indulva, az óramutató járásával ellenkező irányban, a 472. jelzésű túraösvényen kb. 2 és 1/2 óra alatt az 1946 m-en álló Velence-menedékházhoz (Rifugio Venezia) érnek. Innen a 480. jelű ösvényen a 2476 m magas Arcia-völgyi hágóra (Forcella Val d’Arcia), innen a Pelmo északi törmelékmezőin jutnak vissza a 472. ösvényre, amely visszavezet a kiinduló állomásra, a Staulanza-hágóba.

## A Pelmetto dinoszauruszai
A Pelmo őslénytani szempontól is nevezetességet szerzett. Délen, a Pelmetto-csúcs lábánál, mintegy 2.050 m magasságban, a Staulanza menedékház közelében az 1970-es években Vittorino Cazzetta paleontológus egy földcsuszamlás nyomait vizsgálva a sziklatömbökön dinoszauruszok lábnyomait találta. Ezek lenyomatait más ősleletekkel együtt a közeli Selva di Cadore 1982-ben megnyitott múzeumában állították ki. Cazzetta 1996-ban hegyi balesetben életét veszítette, a 2010-ben felújított múzeum az ő nevét vette fel. Maga az eredeti lelőhely a Staulanza-hágónál (Forcella Staulanza), Zoldo Alto közelében, jelzett túraútvonalon megtekinthető.

## Képgaléria

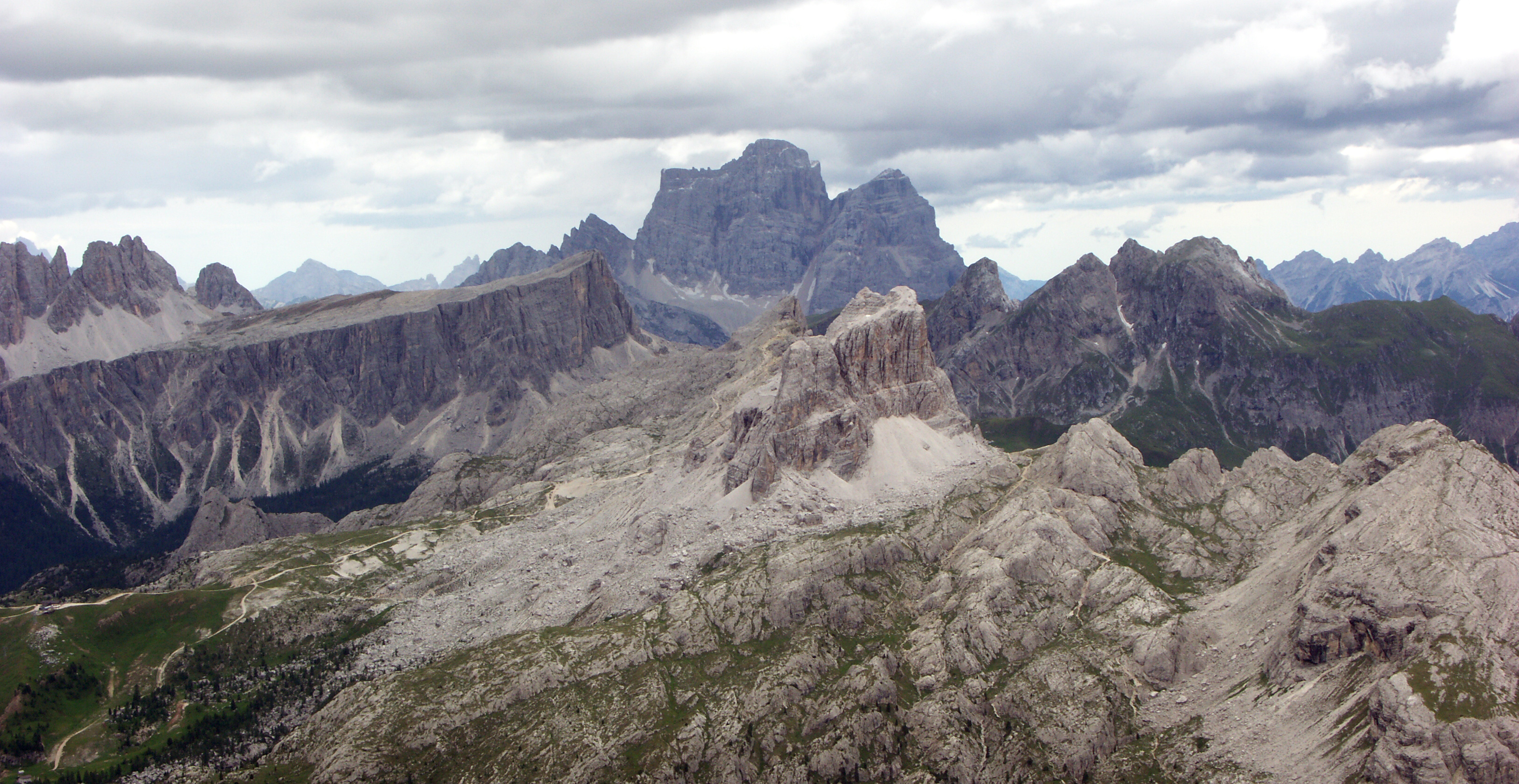
A Pelmo (középen) a Kis-Lagazuoi-ról nézve
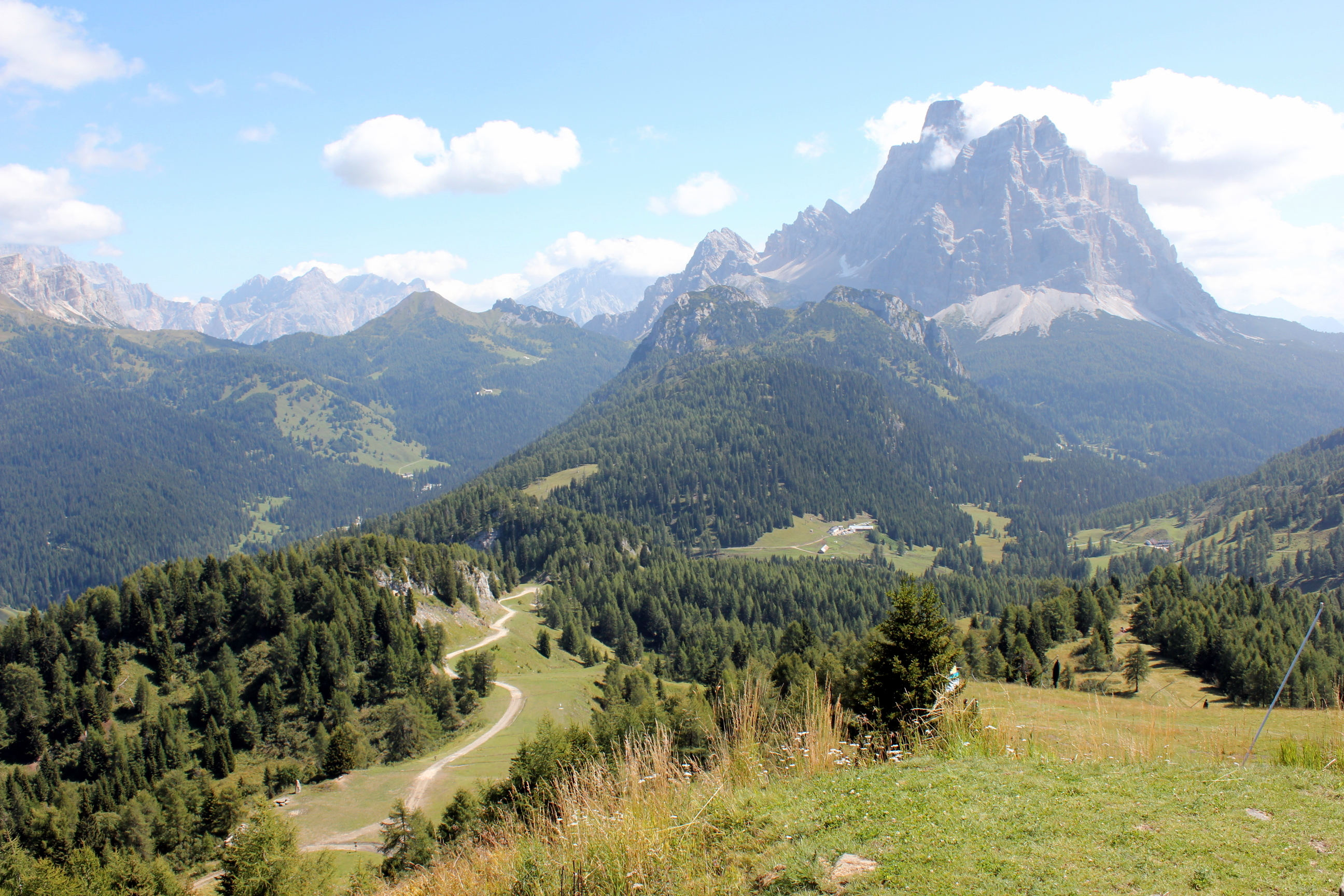
A Pelmo nyugat felől nézve.
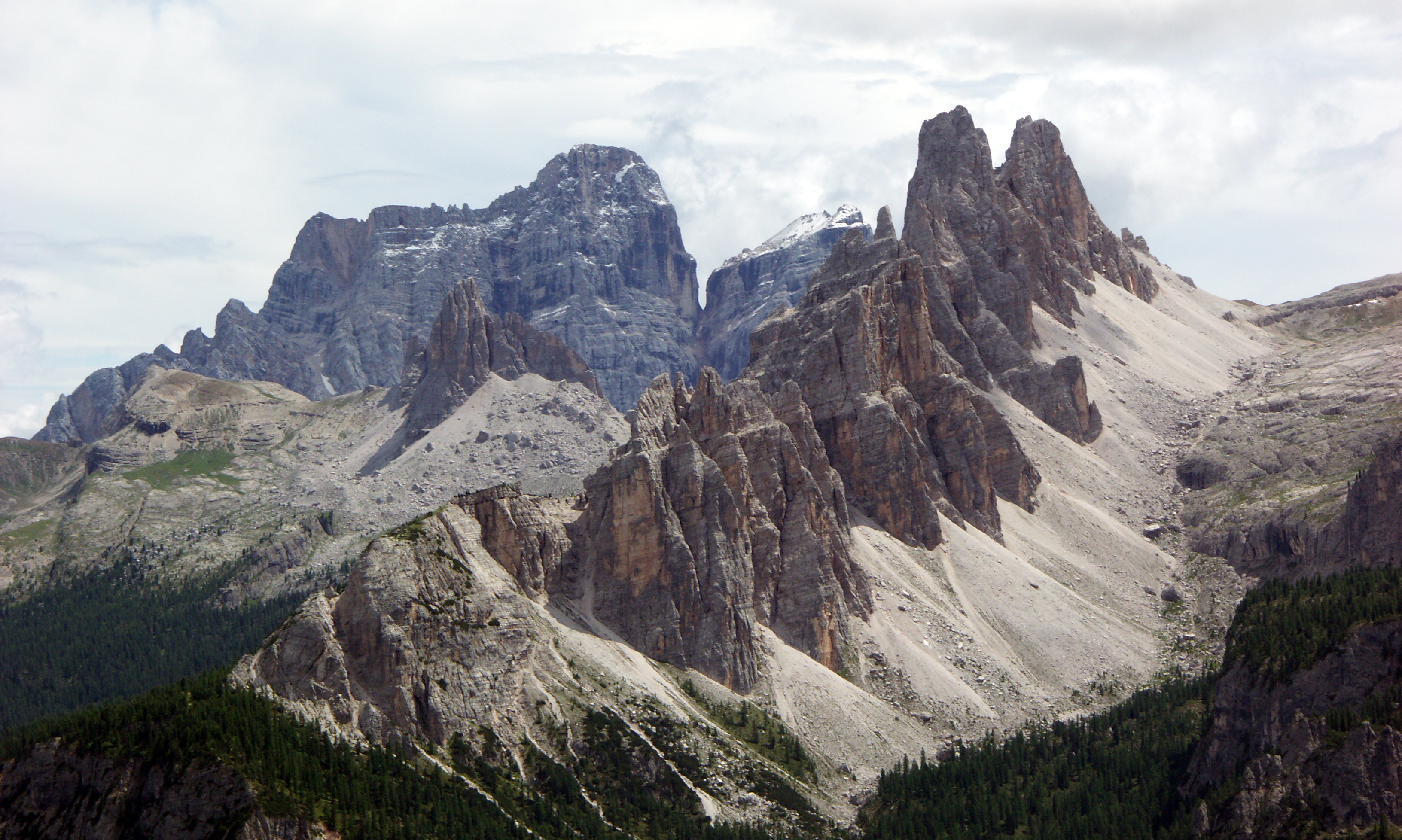
A Croda da Lago, mögötte a Monte Pelmo
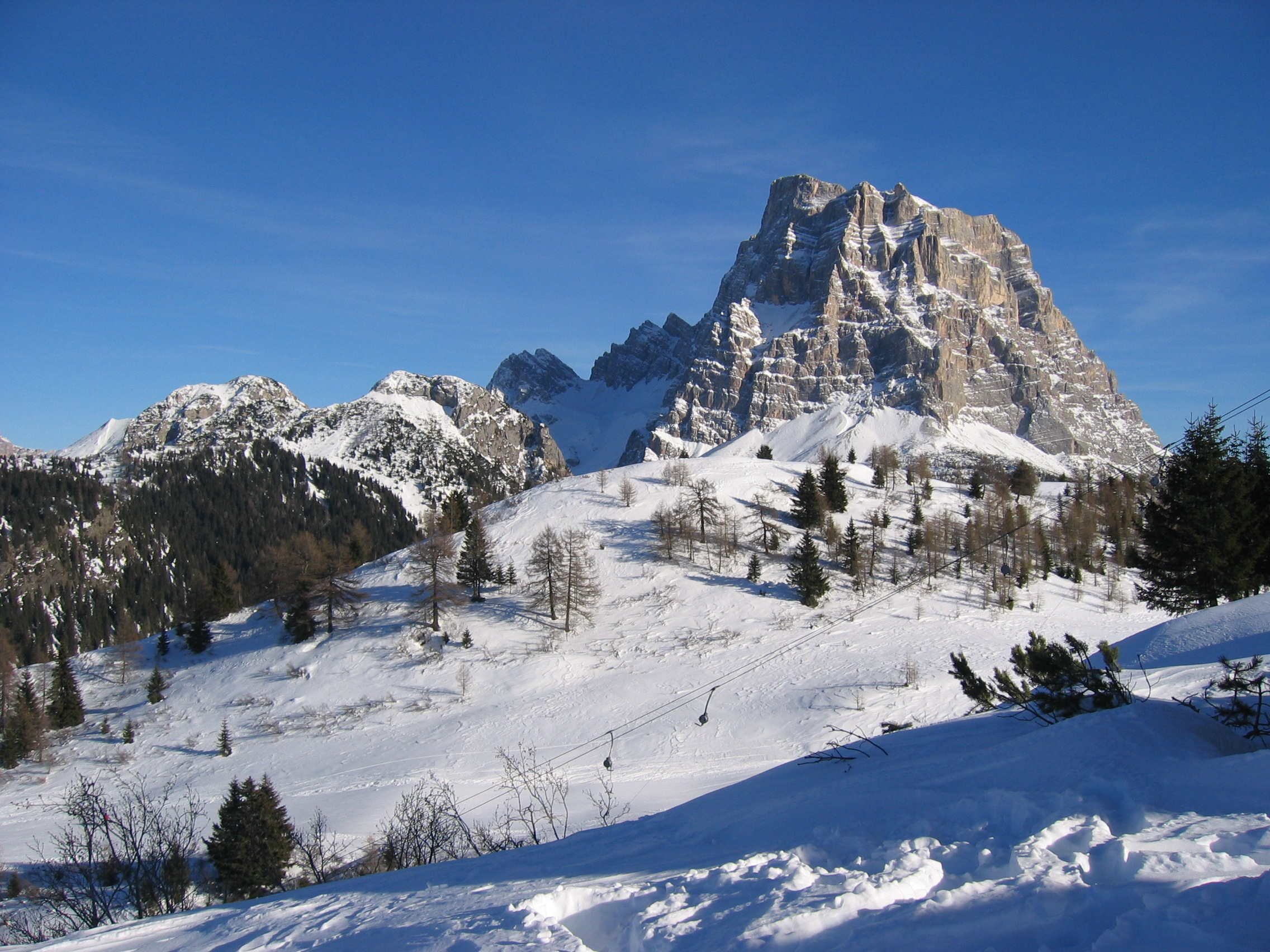
Téli kép a Monte Pelmóról
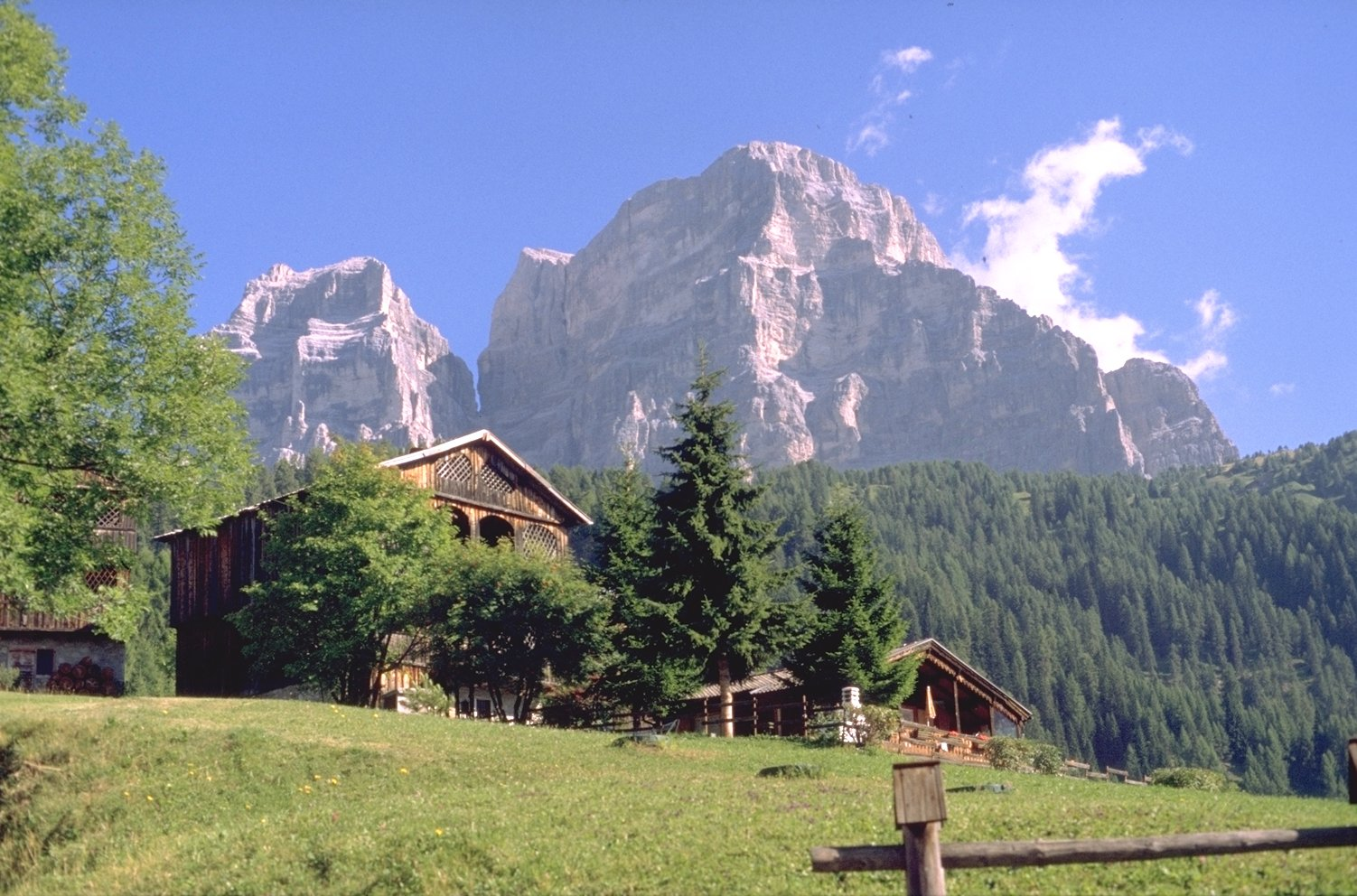
A Pelmo és a Pelmetto (balra) a Zoldo-völgy felől